# サラ、いつわりの祈り
『サラ、いつわりの祈り』（サラいつわりのいのり、The Heart Is Deceitful Above All Things）は、アメリカ合衆国の作家J・T・リロイが自分の体験を元に執筆したとされる1999年の小説。2004年には映画化された。
日本では2002年3月にアーティストハウスから出版された。
後にこの小説が実話ではないばかりか、作者とされる「J・T・リロイ」も架空の人物であり、作家志望の女性ローラ・アルバートが自身の作品を売り込むために作り上げたフィクションであったことが判明した。映画版のDVDのインタビュー映像に出演している「リロイ」は、この作家の当時の恋人（のちに夫）の実妹サヴァンナ・クヌープが演じていた（詳細はJ・T・リロイを参照のこと）。

## 概要
麻薬中毒の娼婦である母親サラや、その恋人たちから虐待を受けた少年ジェレマイアの物語である。

## 映像化
2004年にアーシア・アルジェント監督で映画化された。